# Northport (Alabama)
Northport è un comune degli Stati Uniti d'America situato nella contea di Tuscaloosa dello Stato dell'Alabama.
È contigua alla città di Tuscaloosa, posta a sud-sud/est, dalla quale la divide il fiume Black Warrior.